# Cilo-Aufina
El equipo Cilo-Aufina fue un equipo ciclista suizo de ciclismo en ruta que compitió profesionalmente de 1978 a 1986.

## Corredor mejor clasificado en las Grandes Vueltas
| Año  | Giro de Italia      | Tour de Francia       | Vuelta a España |
| ---- | ------------------- | --------------------- | --------------- |
| 1978 | -                   | -                     | -               |
| 1979 | 9.º Gody Schmutz    | -                     | -               |
| 1980 | 13.º Gody Schmutz   | -                     | -               |
| 1981 | 5.º Josef Fuchs     | -                     | -               |
| 1982 | -                   | 6.º Beat Breu         | -               |
| 1983 | -                   | 22.º Beat Breu        | -               |
| 1984 | 8.º Beat Breu       | 20.º Bernard Gavillet | -               |
| 1985 | 59.º Mike Gutmann   | -                     | -               |
| 1986 | 30.º Rocco Cattaneo | -                     | -               |

## Principales resultados
- Lieja-Bastogne-Lieja: Josef Fuchs (1981)
- Campeonato de Zúrich: Beat Breu (1981)
- Vuelta en Suiza: Beat Breu (1981), Urs Zimmermann (1984)
- Gran Premio de Lugano: Josef Fuchs (1981), Mauro Gianetti (1986)
- Vuelta en Austria: Stefan Maurer (1984)

### A las grandes vueltas
- Giro de Italia
  - 6 participaciones (1979, 1980, 1981, 1984, 1985, 1986)
  - 5 victorias de etapa:
    - 2 el 1981: Daniel Gisiger, Beat Breu
    - 1 el 1984: Stefan Mutter
    - 1 el 1985: Hubert Seiz

  - 0 clasificaciones finales:
  - 0 clasificaciones secundarias:

- Tour de Francia
  - 4 participaciones (1982, 1983, 1984, 1986)
  - 4 victorias de etapa:
    - 2 el 1982: Beat Breu (2)
    - 2 el 1983: Serge Demierre, Gilbert Glaus

  - 1 clasificaciones secundarias:
    - Premio de la combatividad: Serge Demierre (1983)

- Vuelta a España
  - 0 participaciones